# Rind
Rind – wieś w Armenii, w prowincji Wajoc Dzor. W 2011 roku liczyła 1397 mieszkańców.